# Jean-Luc Bambara

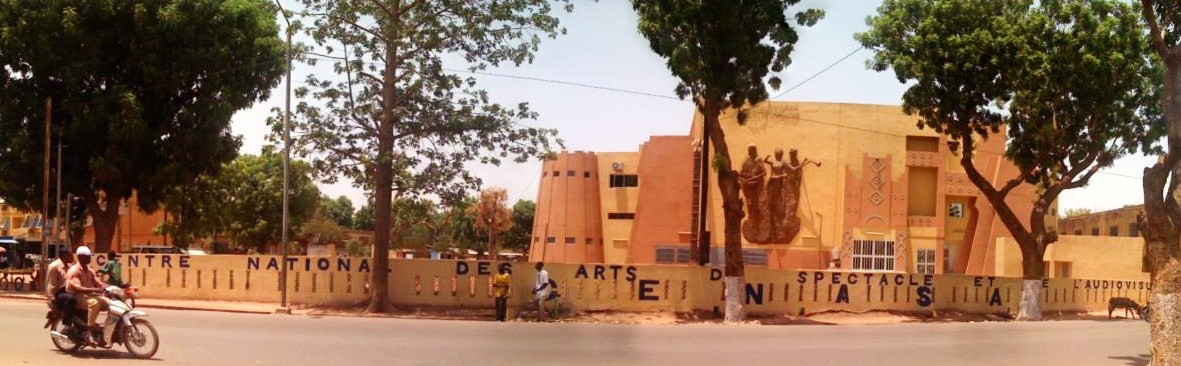
Centro Nacional de las Artes de Burkina Faso en Uagadugu, donde estudió Bambara.

Jean-Luc Bambara es un escultor burkinés perteneciente a la etnia de los Bissa, nacido el mes de agosto de 1963 en la ciudad de Garango, Alto Volta, actual Burkina Faso en el África Occidental.

## Vida y obras
Nacido en Garango, se trasladó a Uagadugú, la capital de Burkina Faso; allí estudió entre 1978 y 1982 en el Centro Nacional de Artes y Oficios (CNAA), donde era profesor su sobrino Parfait Bambara que había estudiado en el Instituto de Bellas artes de París
Es el autor de los diseños de las esculturas de santos instaladas en la catedral de Uagadugú y otras iglesias en Burkina Faso.
Sus primeras exposiciones las presentó en el Hotel Independencia de Uagadugú, en Laval (Francia), en el Centro cultural Francés y en Ladenburg (Alemania); esta última exposición supuso un gran éxito y fue seguida por otras en Portugal, España y Estados Unidos. 
En España ha expuesto tres veces en Castellón, entre 2006 y marzo de 2008. La ciudad tiene instalada una escultura de Bamabara en homenaje a los músicos en la plaza Mª Agustina.
Sus obras también ocupan espacios públicos de la capital de Burkina Faso, y también en el parque de esculturas de Laongo; simposio de escultura en granito organizado por Ky Siriki.

## Obras
Entre las obras de Jean-Luc Bambara se incluyen las siguientes:
- escultura de los músicos , bronce, en la plaza Mª Agustina de Castellón, en la intersección con la calle Gobernador. Conjunto de cuatro músicos -unos de pie y otros sentados- que forman una pequeña orquesta con percusión, xilófono, cora y roudouga (bajo y violín de origen africano). 1,6 x 1,8 metros. (imagen en Panoramio) - 39°59′17″N 0°2′3″O / 39.98806, -0.03417

- Esculturas de la catedral de Uagadugú 12°21′43″N 1°31′37″O / 12.36194, -1.52694

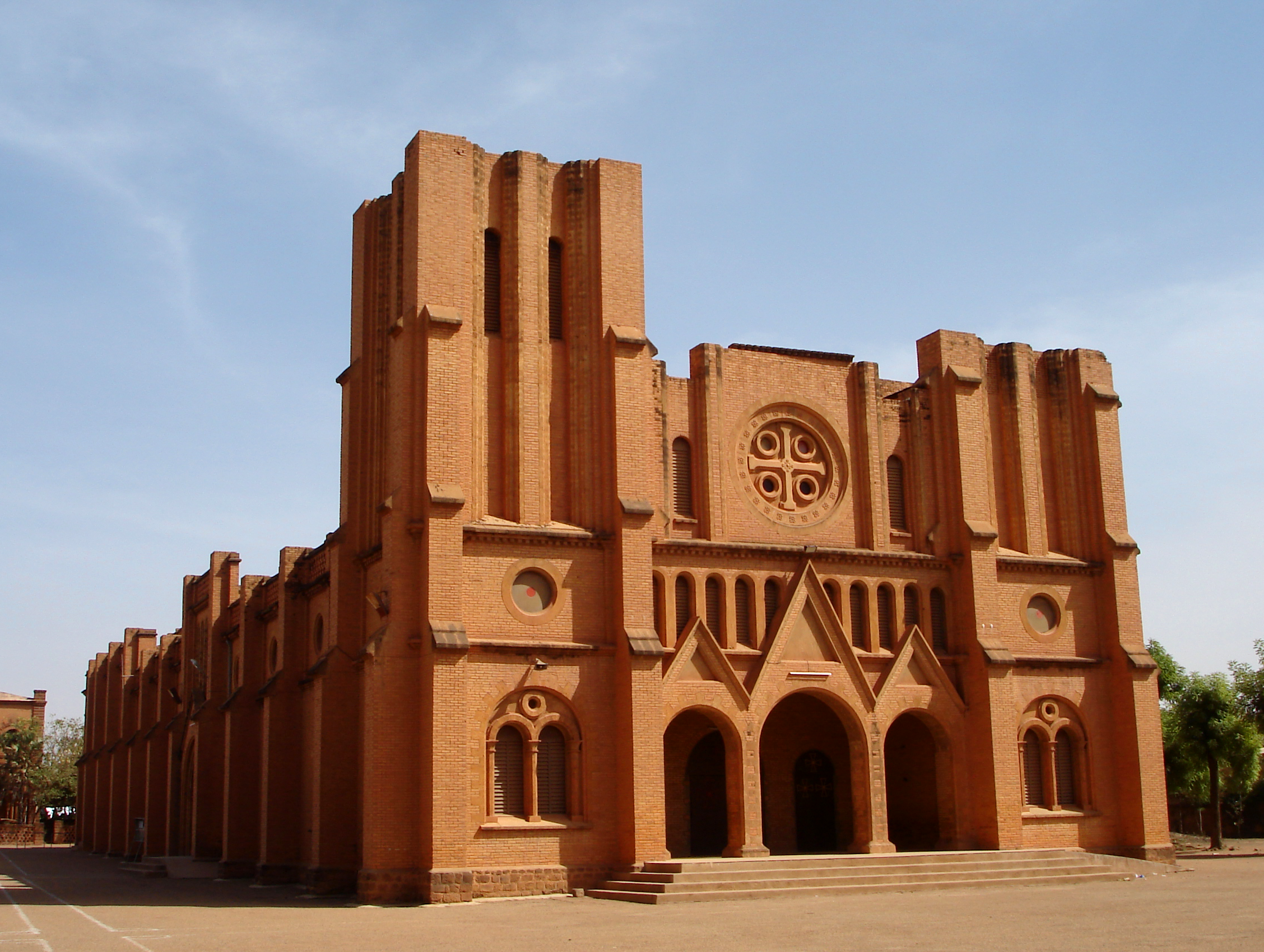
Fachada principal de la catedral de Uagadugú
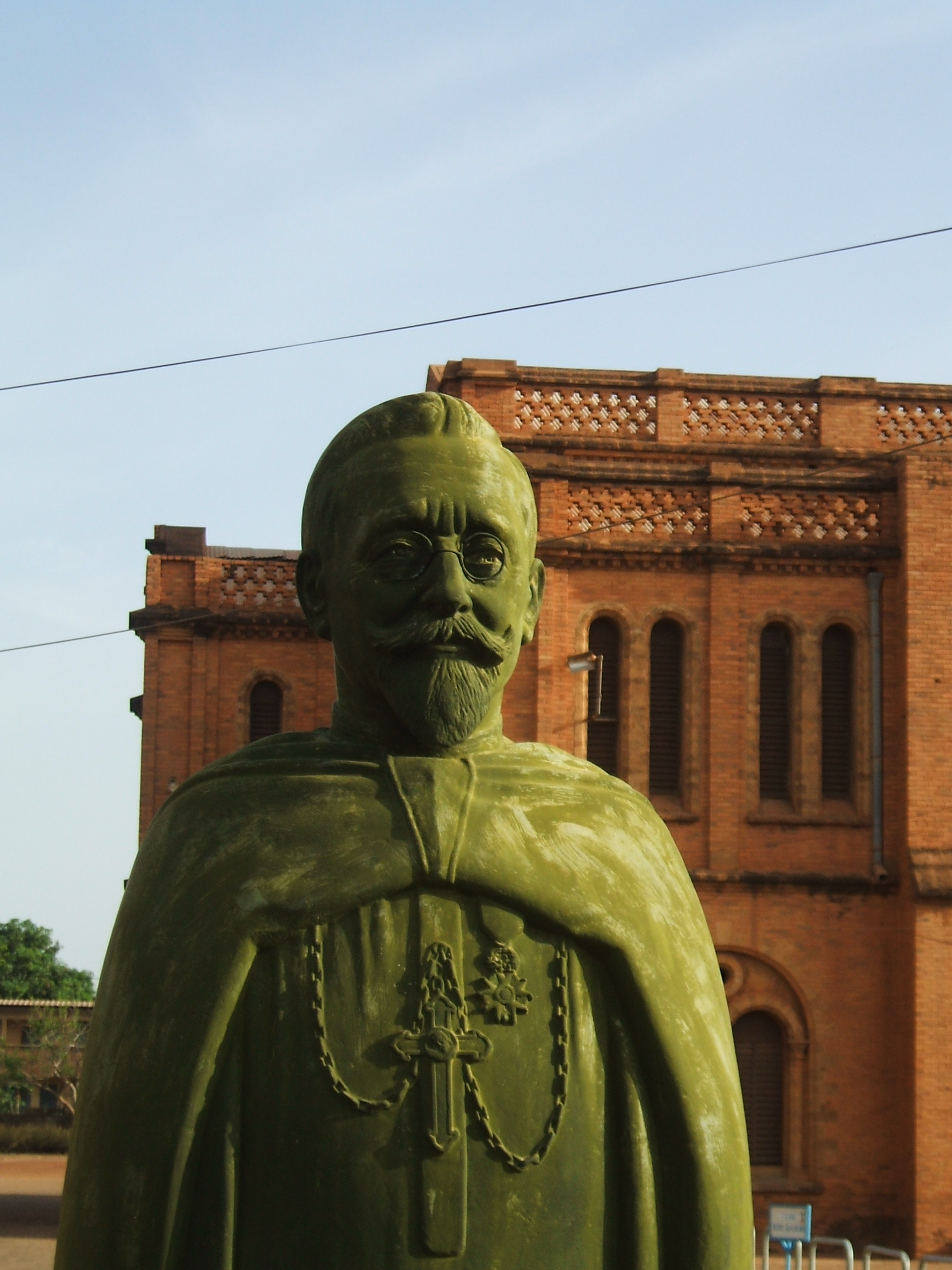
Escultura de Joanny Thevenoud frente a la catedral

(pulsar sobre la imagen para agrandar) 
- Obras expuestas en Ladenburg , Alemania

La Protéction

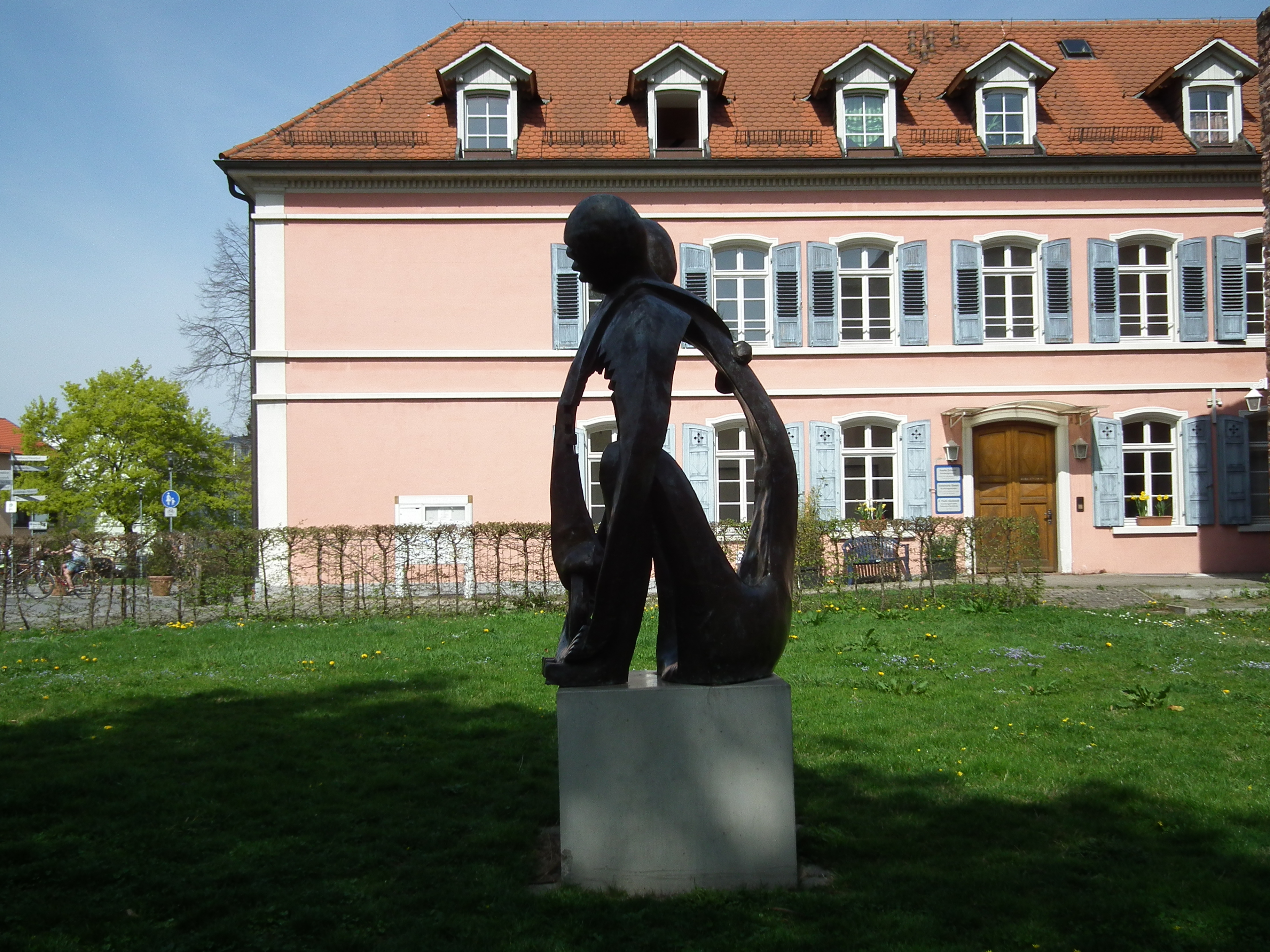
La Protéction
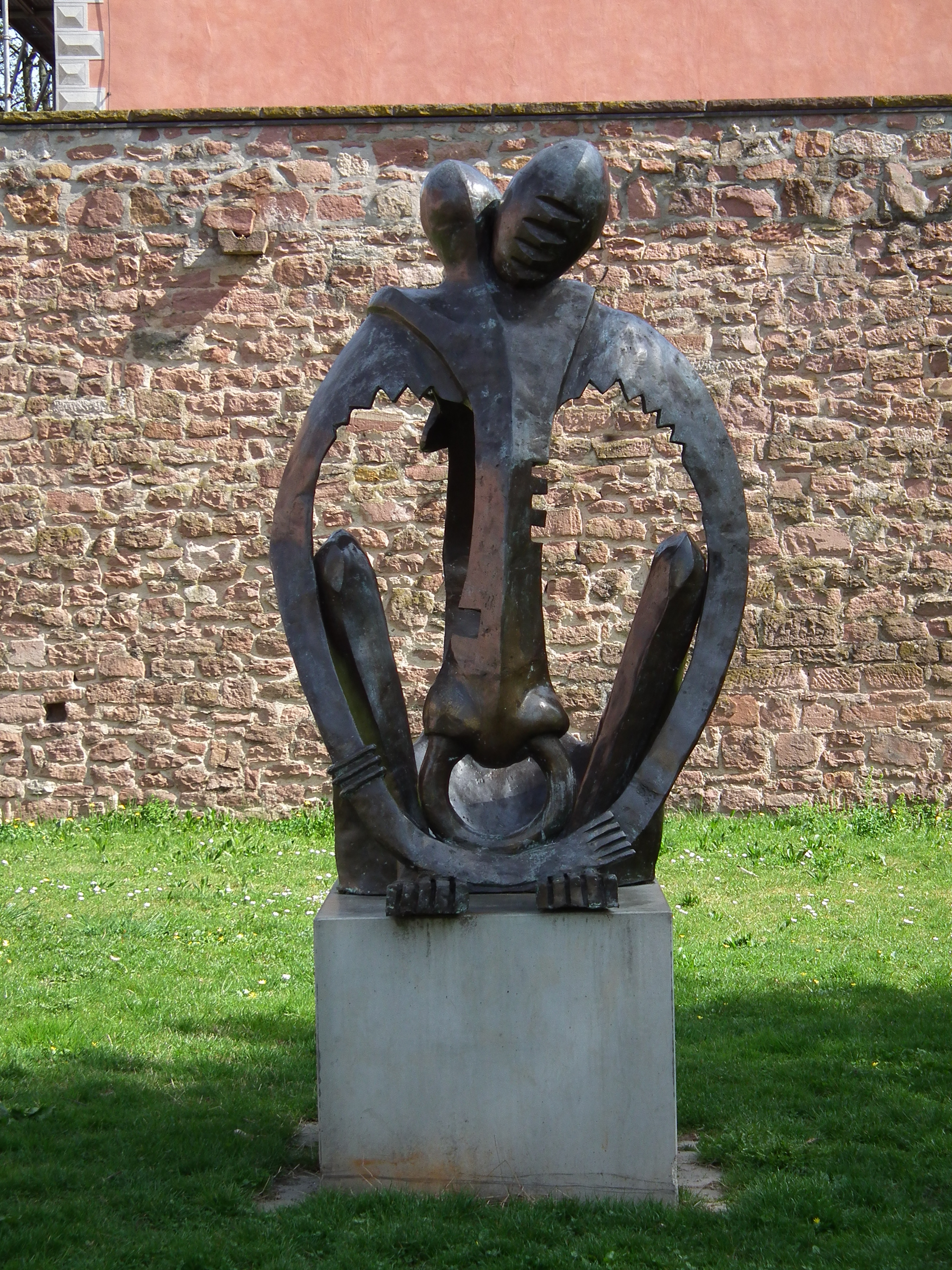
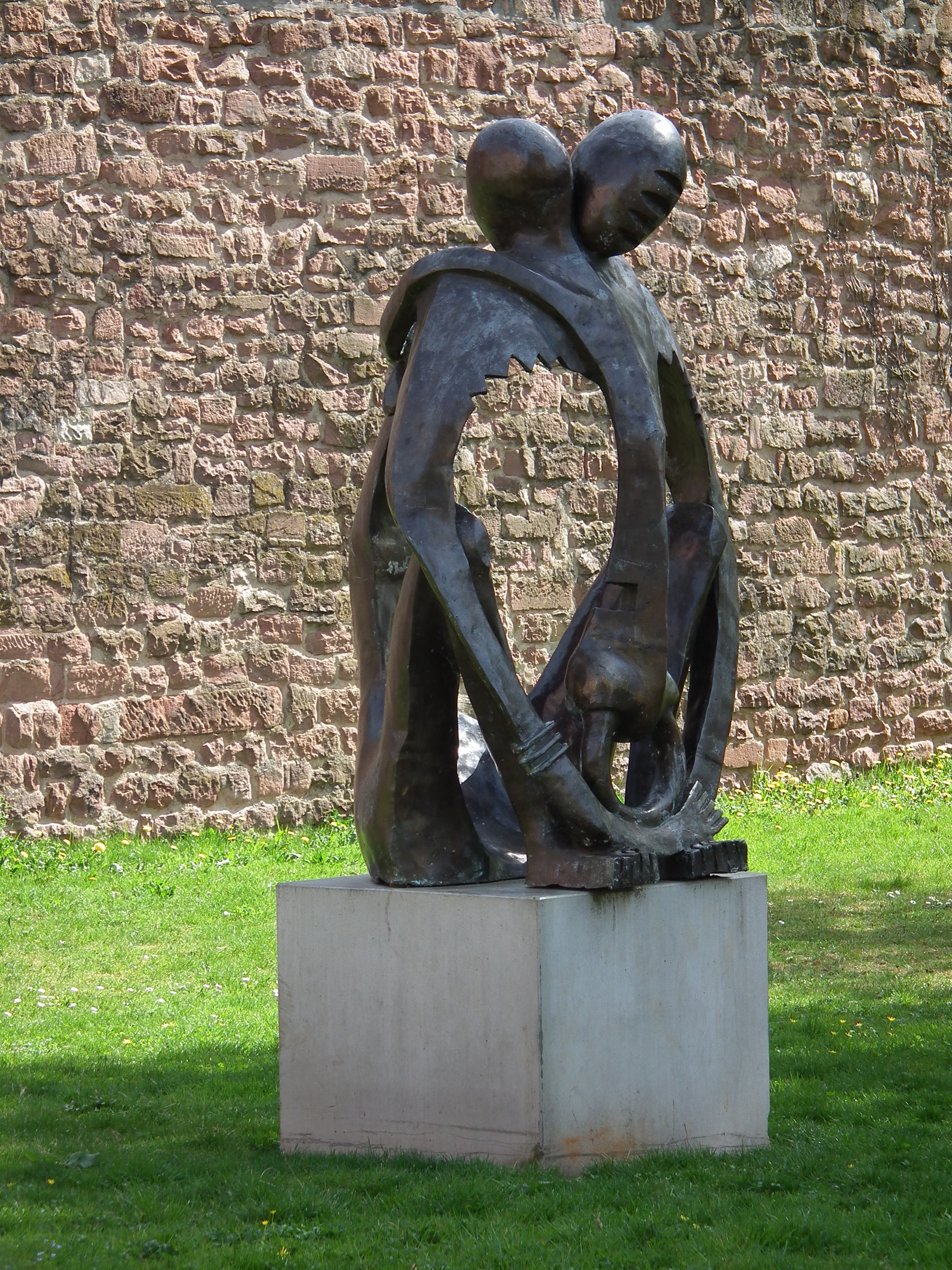
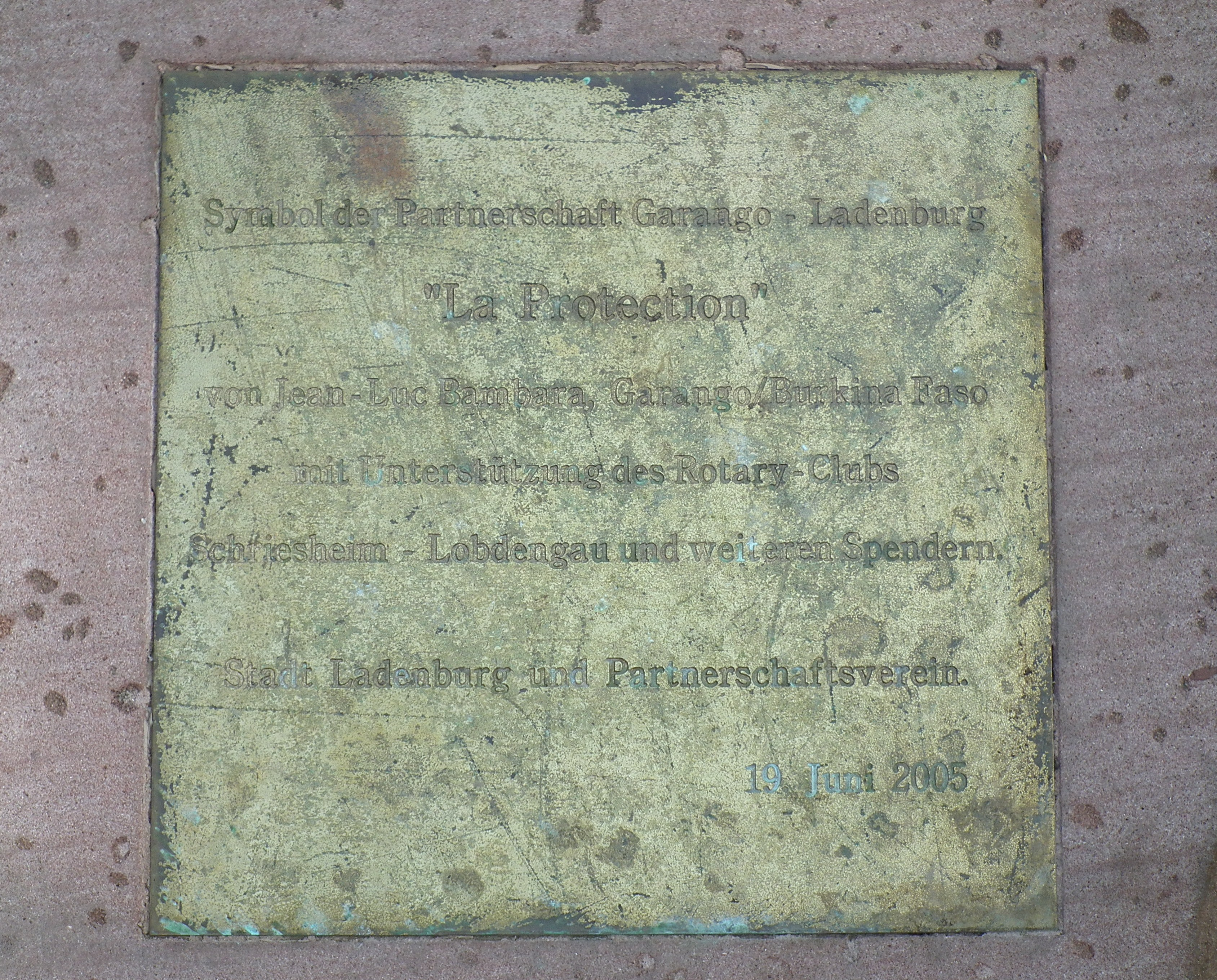
Placa en la peana de La Protéction

(pulsar sobre la imagen para agrandar) 